# Oeno
Otok Oenoili otok Holiday je koraljni atol u južnom Tihom oceanu, dio britanskog prekomorskog područja Pitcairnovo Otočje.

## Geografija
Nalazi se 143 km sjeverozapadno od otoka Pitcairn. 
Atol Oeno ima oko 5 km u promjeru, uključujući središnju lagunu, a ukupna površina svih otočića je veća od 20 km2. Na  atolu ili unutar ruba atola nalaze se dva veća i tri manja otočića. Njihova ukupna površina je samo 0.69 km2. Oeno služi kao privatno mjesto za odmor za nekolicinu stanovnika otoka Pitcairn koji putuju tamo i ostaju dva tjedna u siječnju jer Oeno ima plaže, a Pitcairn ih nema.
Glavni otok (otok Oeno), površine je oko 50 ha, ima šumu i šikaru s pandanima i palmama. Nalazi se u jugozapadnom dijelu lagune atola. Na otoku je instalirana slavina za vodu. Maksimalna nadmorska visina manja je od 5 metara. Pješčani otok (ili otoci) je na sjeveroistoku, unutar lagune, i može biti kratkotrajan otok. Južno i zapadno od glavnog otoka nalaze se tri manja otočića.

### Važno područje za ptice
BirdLife International identificirao je otok kao važno područje za ptice (IBA) uglavnom zbog svoje kolonije Murphyjevih zovoja (Pterodroma ultima), za koju se procjenjuje da je s nekih 12 500 parova druga najveća kolonija ovih ptica na svijetu.

## Povijest
- Siječanj 1819.: Kapetan James Henderson s broda Časne Istočnoindijskw kompanije Hercules ugledao je otok Oeno
- 1822. – 1823. Kapetan Ralph Bond u brigadi za pečaćenje Martha iz Londona vidio je ovaj otok, vjerojatno u ljeto/jesen 1822.[6]
- 26. siječnja 1824.: Kapetan George Worth na američkom kitolovcu Oeno naziva atol po svom brodu
- 5. ožujka 1858. : Wild Wave, kliper od 1500 tona koji je plovio iz San Francisca, nasukao se na grebenu Oeno.[7][8]
- 1875.: Khandeish je doživio havariju na Oenu[9]
- 23. kolovoza 1883.: Oregon je doživio havariju na Oenu.[10]
- Travanj 1893.: Bowdon je doživio havariju na Oenu
- 10. srpnja 1902.: Oeno pripojen Ujedinjenom Kraljevstvu
- 1938.: Uključeno u koloniju otočja Pitcairn
- 1997. : Polinezijski štakori istrebljeni
- 2. srpnja 2019.: otok Oeno doživio je potpunu pomrčinu Sunca.[11]

## Vanjske poveznice
|  | Zajednički poslužitelj ima još gradiva o temi Oeno |

- Oeno Photo Tour – Žitelji Pitcairna koji provode praznike na otoku
- Evolucija otoka: otok Oeno iz NASA Zemaljskog opservatorija
- Karta otoka Oeno